# Barbara Mrozowska-Nieradko
Barbara Elżbieta Mrozowska-Nieradko (ur. 24 października 1960 w Poddębicach) – polska samorządowiec, w latach 2002–2006 prezydent Sieradza.

## Życiorys
Z wykształcenia jest prawnikiem. W latach 1990–1994 sprawowała funkcję wiceburmistrza Warty, następnie zajmowała stanowisko wiceprezydenta Sieradza. W wyborach w 2002 została wybrana na prezydenta tego miasta, wygrywając w II turze z wynikiem 63,5% głosów. W wyborach w 2006 bez powodzenia ubiegała się o reelekcję, uzyskując 45,6% głosów w II turze i przegrywając z Jackiem Walczakiem. Została natomiast wybrana na radną Sieradza.
Była zatrudniona na stanowisku zastępca dyrektora departamentu polityki regionalnej urzędu marszałkowskiego w Łodzi. W 2009 zrezygnowała z mandatu radnej Sieradza, obejmując funkcję wiceprezydenta Zduńskiej Woli. W lutym 2010 została sekretarzem miasta Łodzi. W tym samym roku bez powodzenia kandydowała na urząd prezydenta Sieradza, uzyskując mandat radnej tego miasta.

## Odznaczenia
Odznaczona Krzyżem Kawalerskim Orderu Odrodzenia Polski (2016) i Złotym Krzyżem Zasługi (2005).